# Felsőhímes
Felsőhímes (1899-ig Felső-Piszana, szlovákul: Vyšná Pisaná, ukránul: Visnya Piszana) község Szlovákiában, az Eperjesi kerület Felsővízközi járásában.

## Fekvése
Felsővízköztől 12 km-re északra, a Kapisói-patak partján fekszik.

## Története

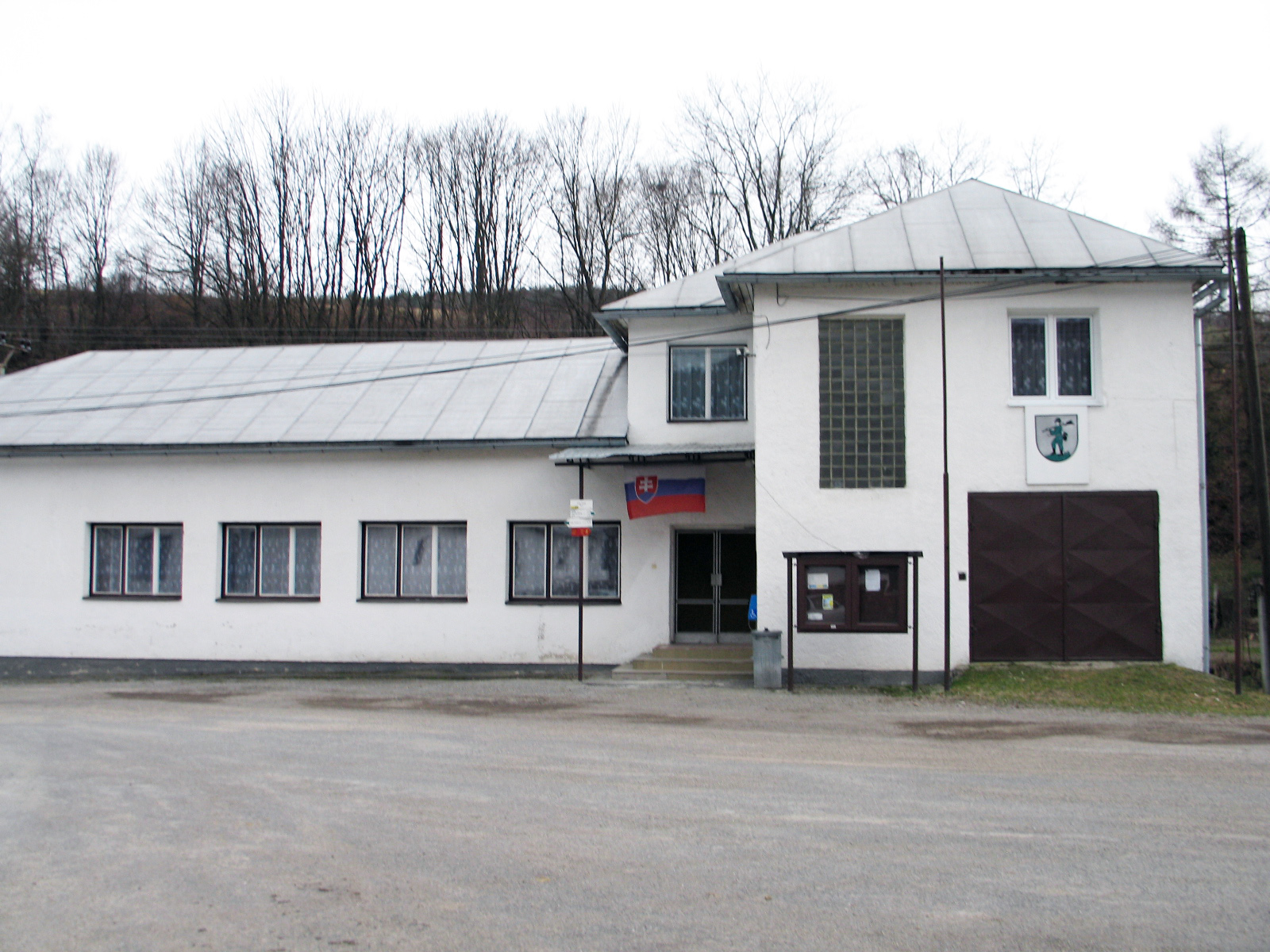
A községháza

A település 1573 és 1598 között keletkezett, 1600-ban „Felsö Pisana” néven említik először. A makovicai uradalom része volt. Lakói a 17. századtól erdei munkákkal, fazsindely készítéssel, állattartással foglalkoztak. 1787-ben 18 házában 133 lakos élt.
A 18. század végén Vályi András így ír róla: „Alsó, és Felső Piszana. Két Orosz falu Sáros Vármegyében, amannak földes Ura Gr. Szirmay; ennek pedig Gr. Áspermont Uraságok, lakosai külömbfélék, fekszenek Zboróhoz másfél mértföldnyire; legelőjök, és mind a’ kétféle fán kivűl egyéb javaik nem igen lévén, negyedik osztálybéliek.”
A 19. században kiterjedt erdei a Széchenyi család birtokában álltak. 1828-ban 22 háza és 190 lakosa volt.
Fényes Elek 1851-ben kiadott geográfiai szótárában így ír a faluról: „Pisana, (Alsó és Felső), 2 orosz falu, Sáros vmegyében, a makoviczi uradal., Dublin fil. 5 romai, 511 gör. kath., 4 zsidó lak. Alsó-Pisanán gör. kath. plebánia van.”
1920 előtt Sáros vármegye Felsővízközi járásához tartozott.
1944. október 6 és november 26 között területén súlyos harcok folytak, melyek következtében a falu is elpusztult. 1945 után újjáépítették.

## Népessége
| Év:            | 1994. | 2004.    | 2014.   | 2024.   |
| -------------- | ----- | -------- | ------- | ------- |
| Emberek száma: | 61    | 81       | 73      | 74      |
| Eltérés:       |       | +32,78 % | -9,87 % | +1,36 % |

| Év:            | 2023. | 2024.   |
| -------------- | ----- | ------- |
| Emberek száma: | 75    | 74      |
| Eltérés:       |       | -1,33 % |

1910-ben 140, túlnyomórészt ruszin lakosa volt.
2001-ben 80 lakosából 41 ruszin és 36 szlovák volt.
2011-ben 76 lakosából 45 ruszin és 30 szlovák.